# Irimoya

Schematische Zeichnung der Dachform: irimoya, eines Fußwalmdachs

Irimoya (jap. 入母屋, auch: Irimoya-zukuri 入母屋造, ~ Bauweise) bezeichnet in der chinesischen und japanischen Architektur eine Dachform, die in Europa etwa dem Fußwalmdach entspricht.

## Übersicht
Die Grundform dieses Dachs besteht aus einem Satteldach (切妻屋根, kirizuma-yane), dessen Dachtraufen weit nach unten gezogen sind und an dessen abgewandten Seiten zwei Fußwalme angesetzt werden. Das Satteldach überspannt dabei die Hausmitte (moya), während die Fußwalme die umlaufenden Gänge (廂, hisashi) um das Haus schützen. Diese Dachform kam etwa im 6. Jahrhundert von China nach Japan. Sie wird häufig bei prächtigen Tempeln und Burgen verwendet. Im Chinesischen wird diese Dachform Xiēshān (chinesisch 歇山) genannt, im Koreanischen Piljakjibung (팔작지붕).
Beispiele für diese Dachform finden sich am Hōryū-ji und am Toyomitsu-jinja (豊満神社) in der Präfektur Shiga.
Die Irimoya-Dachform kann unterschieden werden vom Walmdach (寄棟屋根, yosemune-yane) und dem shikoro-yane (錣屋根), einem Satteldach, bei dem die abfallenden Walme abgesetzt sind und die Dachtraufen nicht in einem Stück nach unten geführt werden.

## Galerie

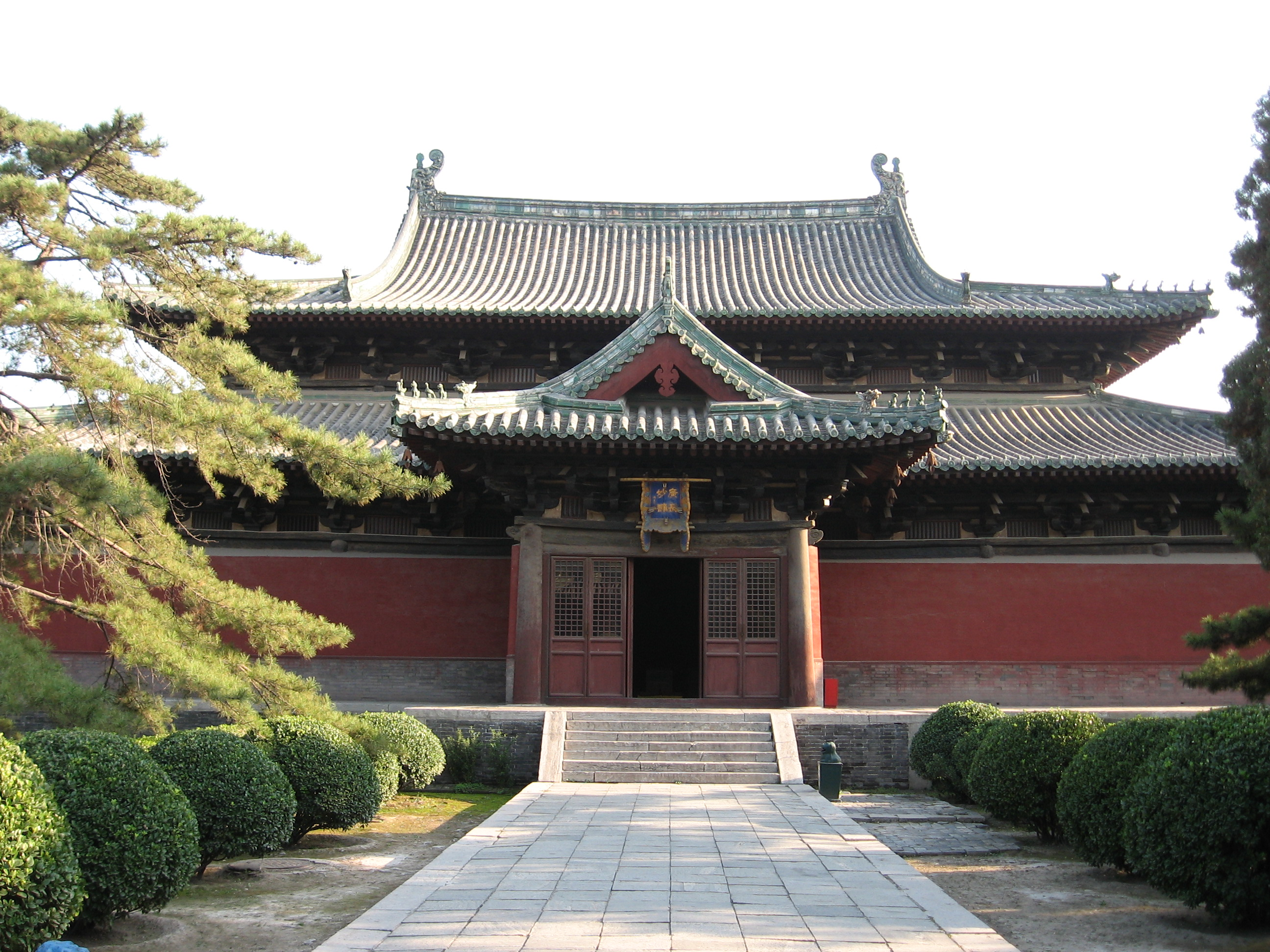
Xieshan Dachform am Haupthalle des Longxing-Kloster (Zhengding), Hebei, China
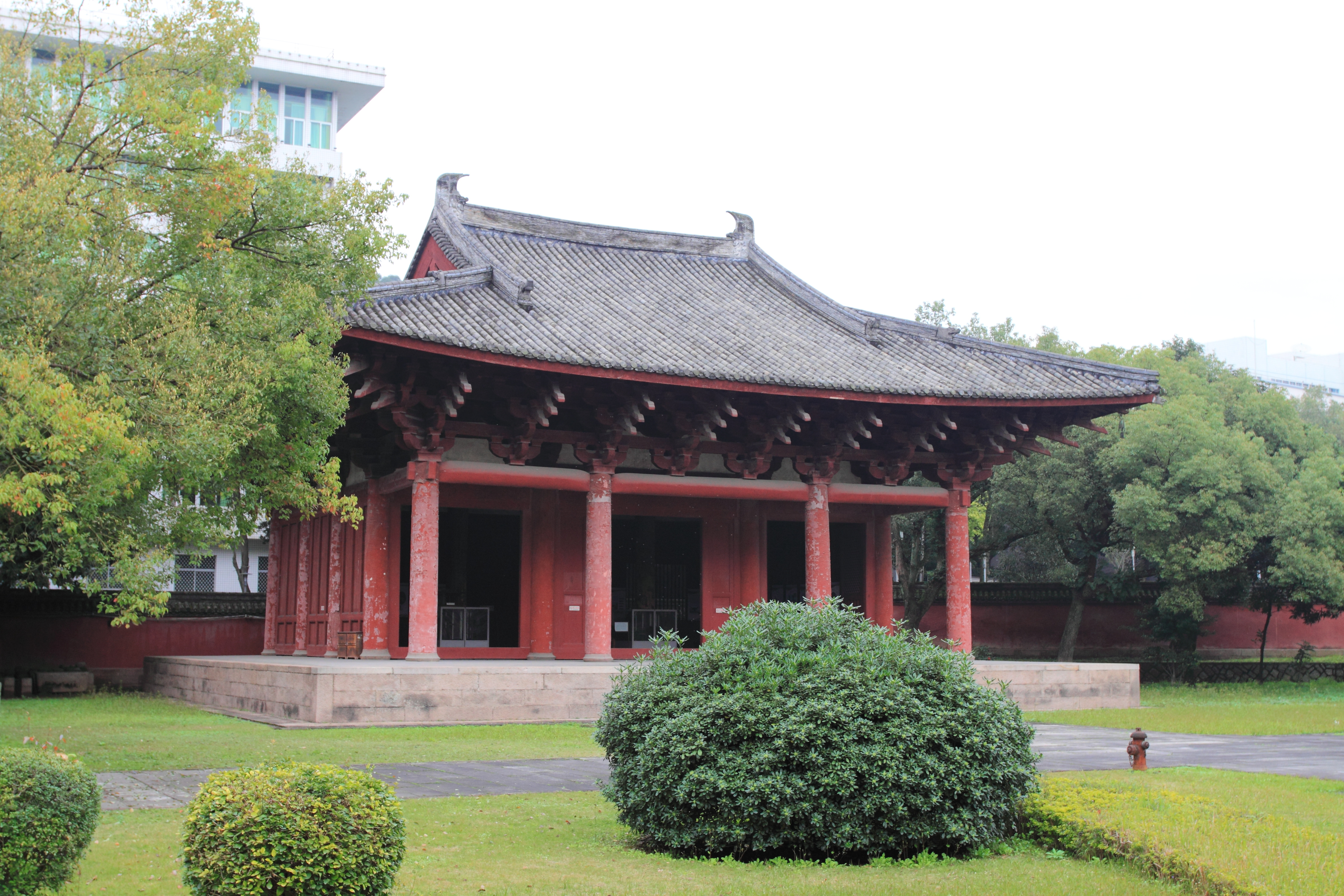
Xieshan Dachform am Hualin-Tempel, Fujian, China
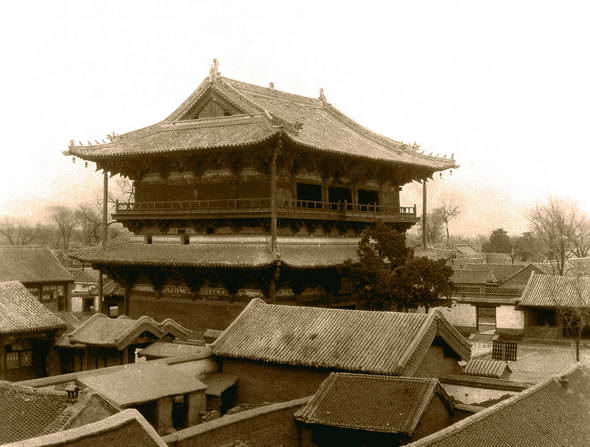
Guanyin-Pavillon des Dule-Tempel, Tianjin, China
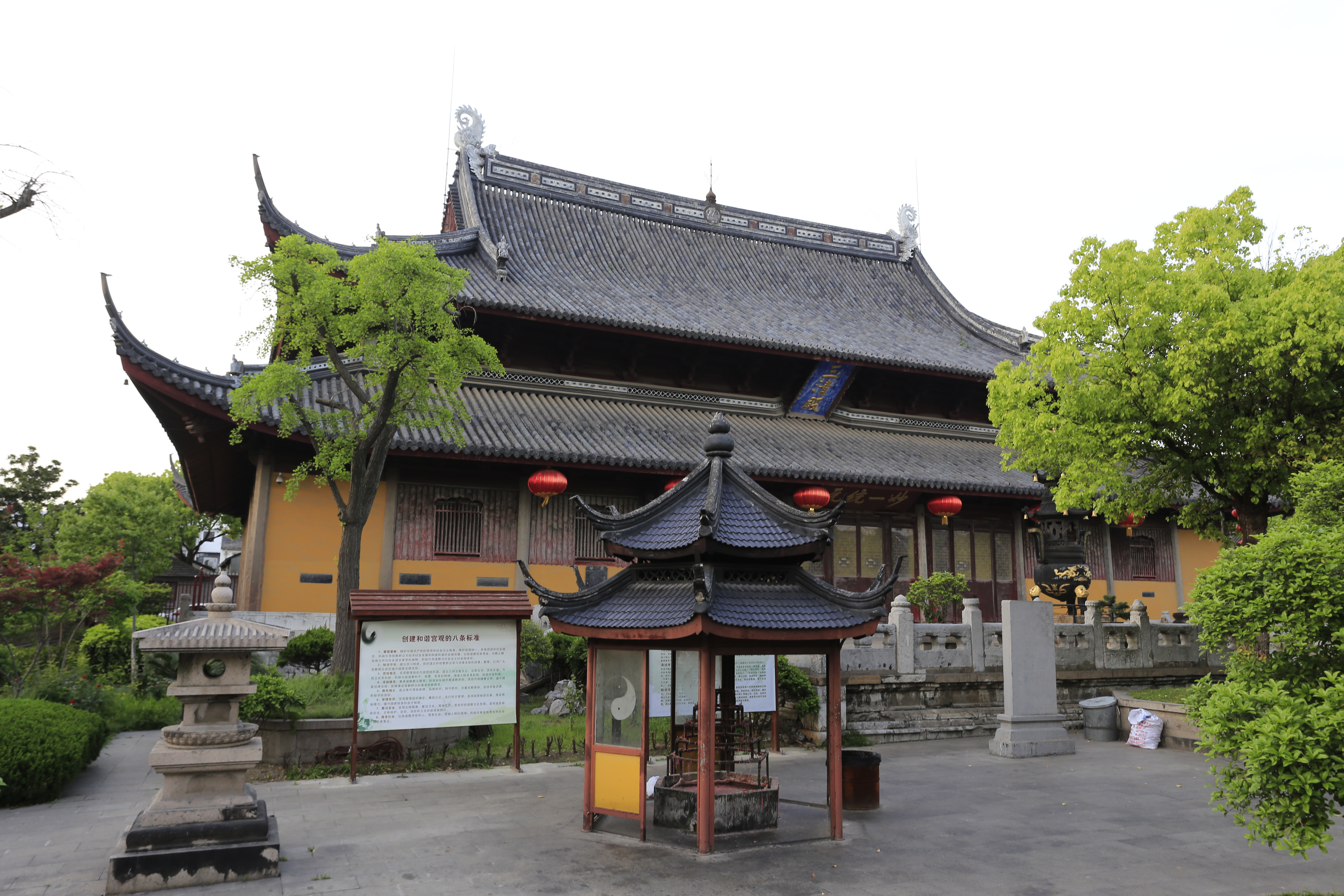
Xieshan Dachform am Xuanmiao Guan (Suzhou), Jiangsu, China
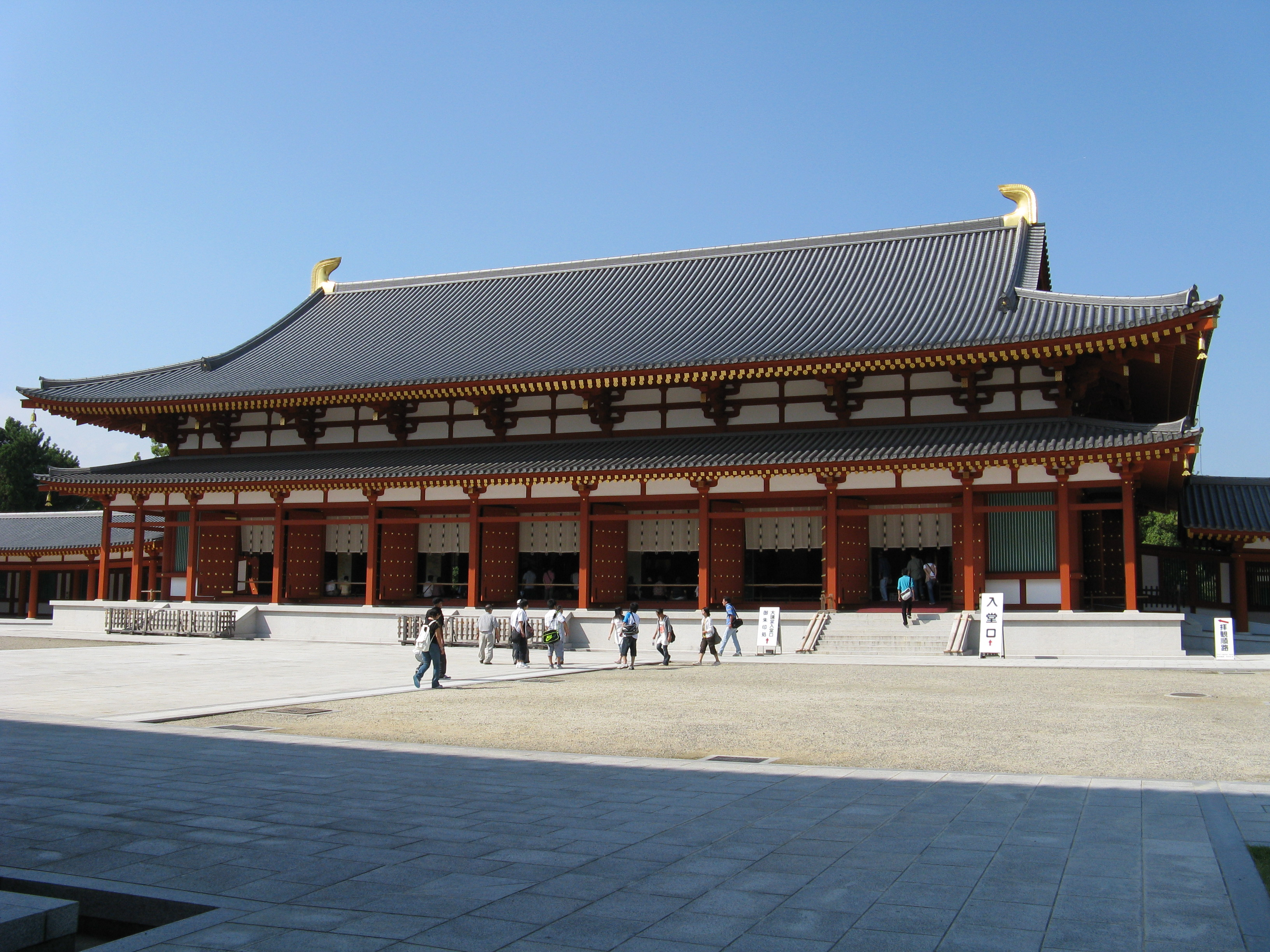
Haupthalle des Yakushi-ji
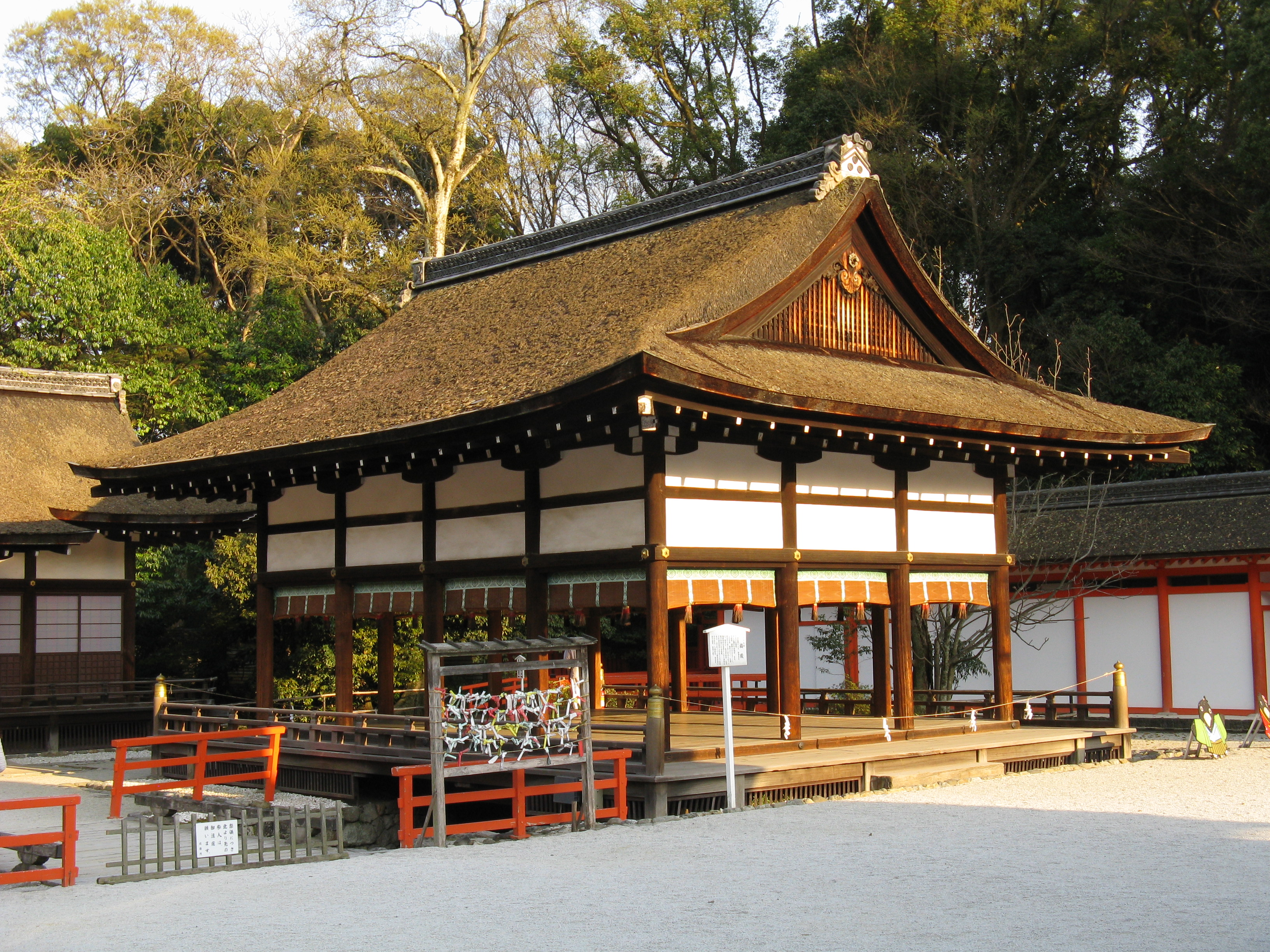
Irimoya Dachform am Shimogamo-jinja
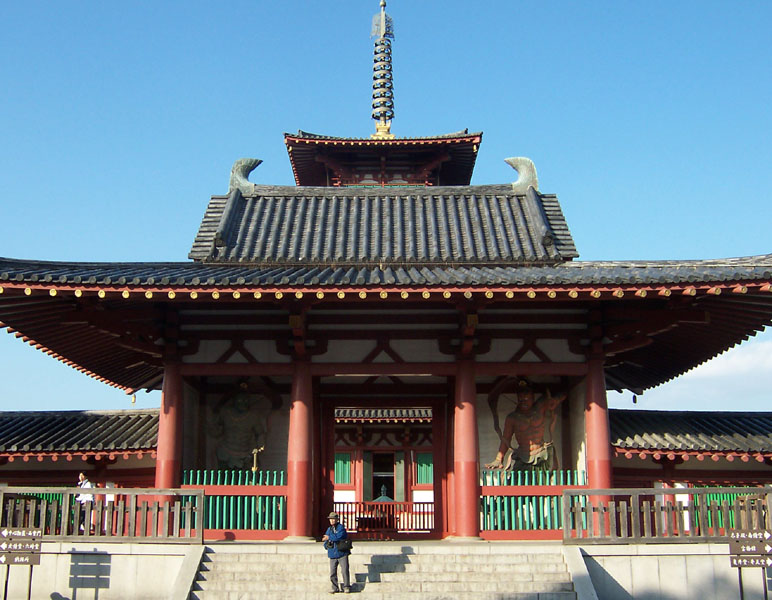
Haupttor des Shitennō-ji mit shikorobuki-Dach, Osaka